# Sandrine nella pioggia
Sandrine nella pioggia è un film del 2008 diretto da Tonino Zangardi. Il film è stato distribuito il 20 aprile 2012.

## Trama
Durante una sparatoria con dei banditi che hanno appena rapinato una banca, un agente di polizia colpisce involontariamente una giovane innocente, Martine, uccidendola. Distrutto dal senso di colpa, Leonardo lascia il proprio incarico di agente per passare ad un lavoro di ufficio e tentare di recuperare il proprio equilibrio interiore lontano dalla strada. Conosce però l'affascinante Sandrine che arriva nella sua vita sconvolgendola. Sandrine è in realtà la sorella di Martine ed il suo obiettivo era quello di rovinare la vita dell'agente per vendicare la sorella. Tuttavia Sandrine si innamora di Leonardo ed il piano salterebbe, se non fosse per Vincent, complice di Sandrine.

## Produzione
Film girato interamente a Mantova e dintorni. Quarto lungometraggio del regista Tonino Zangardi, sesto se si includono due regie co-firmate: L'ultimo mundial con Antonella Ponziani e Ma l'amore... sì! con Marco Costa. Scritto con Angelo Orlando. Il film narra la tormentata storia d'amore tra un poliziotto, perseguitato da un complesso di colpa per aver ucciso per sbaglio una ragazza durante una sanguinosa rapina, e una donna misteriosa che appare all'improvviso nella sua vita. Girato nel 2008, trova un'uscita quattro anni dopo esser stato realizzato e aver rischiato l'oblio. Lo stesso regista rileva la pellicola e riesce a distribuirlo con Atalante Film. Nel cast figura l'attrice francese Sara Forestier, vincitrice del Premio César per la migliore attrice per il film Le Nom des gens e per il premiatissimo La schivata, del regista Abdel Kechiche
Tonino Accolla ha partecipato al film con un cameo e ha inoltre diretto il doppiaggio per la versione italiana del film.